# Theocracy
Theocracy es una banda cristiana de power metal progresivo, que fue creada por Matt Smith, músico de Athens, Georgia USA en 2002. Los grupos Iron Maiden, Symphony X, Helloween y Dream Theater son influencias musicales de la banda según ellos mismos. El primer álbum, Theocracy, fue hecho por Matt Smith en solitario. Él tocó todos los instrumentos y cantó todas las letras. La actual formación del grupo incluye a Smith junto con Shawn Benson en la batería, Jared Oldham en el bajo, Jonathan Hinds y Val Allen Wood como guitarristas.

## Discografía
- Theocracy (2003)
- Mirror of Souls (2008)
- Mirror of Souls (2009, Single EP)
- Wages of Sin (2011, Single)
- As The World Bleeds (2011)
- Theocracy [Re-released] (2013)
- Ghost Ship (2016)
- Mosaic (2023)

## Videografía
- Hide in the fairytale (2012)
- Ghost ship (2017)

## Miembros
Miembros Actuales
- Matt Smith – Voz (2002–presente), teclado (2002–2008), guitarra líder, bajo (2002–2009)
- Jonathan Hinds – guitarra rítmica, Voces de fondo, teclado (2006–presente)
- Val Allen Wood – guitarra líder, Voces de fondo (2009–2020)
- Jared Oldham – bajo, Voces de fondo (2009–presente)
- Ernie Topran – batería (2016–presente)

Miembros Anteriores
- Seth Filkins – bajo, Voces de fondo
- Josh Sloan – bajo, Voces de fondo
- Patrick Parris – bajo, Voces de fondo
- Shawn Benson – batería (2005–2014)
- Patrick Nickell – batería (2014–2015)

Línea de Tiempo